# Alzette
Alzette (luks. Uelzecht) – rzeka płynąca we Francji i Luksemburgu, w zlewisku Morza Północnego, prawy dopływ Sûre. Długość – 73 km, powierzchnia zlewni – 1.172 km².
Alzette ma źródła niedaleko Villerupt we francuskim departamencie Meurthe i Mozela. Po kilku kilometrach przekracza granicę francusko-luksemburską. Przepływa przez Esch-sur-Alzette, miasto Luksemburg i Mersch. Uchodzi do Sûre w pobliżu Ettelbruck.
Nad rzeką przechodzi most wielkiej księżnej Szarlotty.